# Fujiwara no Muchimaro
Fujiwara no Muchimaro, (n. 15 de maig, 680 - 29 d'agost de 737) va ser un cortesà (kuge) i polític japonès de finals del període Asuka i principis de Nara. Va fundar la branca Nanke ("del sud") del clan Fujiwara. El seu rang de cort és el primer rang sènior.

## Biografia
Muchimaro era el fill gran de Fujiwara no Fuhito, i la seva mare Soga no Shōshi era filla de Soga no Murajiko.
Es va casar amb una néta dAbe no Miushi, amb qui va tenir dos fills Fujiwara no Toyonari i Fujiwara no Nakamaro. Entre les seves filles hi havia una consort de l'emperador Shōmu.
Muchimaro es va convertir en el cap del Ministeri de Serveis Civils l'any 718. Quan Fuhito, el pare de Muchimaro, va morir l'any 720, el príncep Nagaya ocupava el rang més alt del govern estatal. El príncep Nagaya era net de l'emperador Tenmu, però no era fill de la família Fujiwara, per la qual cosa va ser vist com una amenaça per Muchimaro i els seus tres germans. Després d'eliminar amb èxit el príncep Nagaya l'any 729, Muchimaro va ascendir a Dainagon (Conseller de primer rang).
El 734, va ser ascendit a Udaijin o "ministre de la dreta". El 737, va ser nomenat Sadaijin o "ministre de l'esquerra", però va morir de verola l'endemà a l'epidèmia de verola japonesa de 735-737.

La Història del Clan Fujiwara (Tōshi Kaden) incloïa la seva biografia i afirma el següent:
| « | "Muchimaro, el Gran Ministre de l'Esquerra de Fujiwara, era un home del districte de Sakyō. Era el fill gran del cap de la Consell d'Estat Fuhito, i la seva mare era filla del Gran Ministre d'Hisenda de Soga. Va néixer a la mansió d'Ōhara el quinze dia del quart mes de l'any 680, el novè any des de l'entronització del sobirà Tenmu Com que va conrear la justícia, va rebre aquest nom." | » |

## Tomba de Fujiwara no Muchimaro
La tomba de Fujiwara no Muchimaro es troba al barri de Kojima-chō de la ciutat de Gojō, Nara. Es troba a la muntanya darrere d'Eizan-ji, un temple del budisme Shingon davant del riu Yoshino. Fujiwara no Muchimaro va ser incinerat a Sahoyama, al nord de Heijō-kyō, però es diu que el seu fill Nakamaro el va tornar a enterrar aquí. L'Engishiki afirma que la tomba es va col·locar a Atada, comtat d'Uchi, província de Yamato. Va ser designat com a Monuments del Japó (Lloc Històric Nacional) l'any 1940. La tomba és una plaça amb costats de 7 a 8 metres, envoltada de pedres d'esquist verd rectangular extretes a la zona, i una làpida erigida el 1693 es va aixecar al seu interior. Durant el període Meiji, es va descobrir un ossari a prop.
- Pare: Fujiwara no Fuhito
- Mare: Soga no Shōshi, Va passar un accident al poble del meu avi.
  - Esposa principal: 'Sada-hime, néta dAbe no Miushi.
    - 1st fill: Fujiwara no Toyonari (704–765)
    - 2nd fill: Fujiwara no Nakamaro (706–764)

  - Esposa: nom desconegut, filla de Ki no Maro.
    - 3rd fill: Fujiwara no Otomaro (¿?–760?)

  - Esposa: (Princesa Ane), filla de (Kojita Komaro).
    - 4th fill: Fujiwara no Kosemaro (¿?–764)

  - Esposa: nom desconegut
    - Filla: Minamidono (Sala Minami, ?–748), consort de l'Emperador Shōmu.